# ブラント (オンタリオ州)
ブラント（英：County of Brant、正式名称：ブラント郡）は、カナダのオンタリオ州南西部に位置する地方行政区のひとつ。大部分が田園地帯であり「郡」の名称が残っているが、単一層自治体に位置づけられ市制が敷かれている。市庁舎はバーフォードにおかれている。
地勢的にブラントフォードがブラント郡に含まれ、国勢調査区分上でも同一に含むことがあるが、行政は分離されている。先住民保留地もある。

## 歴史
フレデリック・ハルディマンド卿（Frederick Haldimand）が1784年10月25日に、ジョセフ・ブラントをリーダーとするモホーク族ら（Mohawk）のために土地を公式に保証・提供したことに始まる。
ウェントウォース郡とオックスフォード郡の一部であったブラント郡は1852年に組織された。

## 主な地区
- バーフォード （Burford）
- パリス （Paris）